# Instrumentation, Systems, and Automation Society
De Instrumentation, Systems, and Automation Society (ISA) is een Amerikaanse organisatie die zich bezighoudt met de standaardisering van instrumentatie, ontwerp en andere technische toepassingen. Hiernaast wil de organisatie in het algemeen nieuwe technologieën bekendmaken en toegepast krijgen in alle industrieën.
De ISA is opgericht in 1945 toen een groep van 18 organisaties voor instrumentatie de behoefte zag aan een Amerikaans landelijk platform voor standaardisatie en instrumentatie. Op 28 april werd de oprichting een feit in de stad Pittsburgh in Pennsylvania.
In 2008 is de naam gewijzigd in International Society of Automation.